# Begraafplaats van Bléville
De Begraafplaats van Bléville is een gemeentelijke begraafplaats in de wijk Bléville in de Franse stad Le Havre in het departement Seine-Maritime. De begraafplaats ligt in het noorden van Bléville. Het terrein is ongeveer 6 ha groot.

## Brits oorlogsgraf
Op de begraafplaats bevond zich een Brits oorlogsgraf uit de Eerste Wereldoorlog. Het graf werd onderhouden door Commonwealth War Graves Commission en in de CWGC-registers was de begraafplaats opgenomen als Bleville Communal Cemetery. De gesneuvelde soldaat was de Zuid-Afrikaan Beleza Myengwa. Op 6 juli 2014 werd zijn graf overgebracht naar Longueval, waar hij werd herbegraven bij het Delville Wood Commerative Museum bij het Delville Wood South African National Memorial, tijdens een ceremonie die werd bijgewoond door Zuid-Afrikaanse vicepresident Cyril Ramaphosa.